# Panaxia bithynica
Panaxia bithynica är en fjärilsart som beskrevs av Adalbert Seitz 1910. Panaxia bithynica ingår i släktet Panaxia och familjen björnspinnare. Inga underarter finns listade i Catalogue of Life.